# Турлейский, Иван Антонович
Турлейский, Иван Антонович (род. 1909 или 1913 — погиб 26 сентября 1941 под Вязьмой) — русский, белорусский и советский коммунистический активист, член инициативной группы ПРП, депутат Народного Собрания Западной Белоруссии (1939), депутат Верховного Совета СССР (1940-1941).

## Биография
По образованию он был инженером металлургии, работал клерком. Уже в период II речи Посполитой действовал в коммунистическом движении, сначала в СНСМ „Жизнь” (1933), а позже в КПП.
Оказался среди более 900 народных представителей, которые должны были принять решение о включении Западной Беларуси в состав СССР. 13 декабря 1939 года он был назначен членом президиума уездного исполнительного комитета в г. Ломжа. 24 марта 1940 принимал участие в  выборах Верховного Совета СССР, он стал тогда депутатом. После начала Великой Отечественной войны уехал вместе с Красной Армией на восток, где вступил в 1941 в состав инициативной группы КПП, которая имела задачу восстановить в Польше подавленное коммунистическое движение.
Погиб в авиакатастрофе во время попытки переброски в Польшу. Его женой была историк Мария Турлейская. По имени Турлейскогго назвали в 1954 году учебное судно типа B-10/4. Его имя до 1989 года носила нынешняя улица Романа Дмовского в г. Ломжа.